# آدام آرمسترانگ
ادام آرمسترانگ (انگلیسی: Adam Armstrong؛ زادهٔ ۱۰ فوریهٔ ۱۹۹۷) بازیکن فوتبال اهل انگلستان است.

## باشگاهی
از باشگاه‌هایی که در آن بازی کرده‌است می‌توان به کاونتری سیتی و نیوکاسل یونایتد اشاره کرد. وی در خط حمله تیم بازی می‌کند.

## افتخارات
انگلستان زیر 17 سال
- قهرمانی اروپا زیر 17 سال : 2014

انگلستان زیر 20 سال
- جام جهانی فوتبال زیر 20 سال : 2017

انگلستان U21
- مسابقات تولون : 2018

شخصی
- بهترین بازیکن سال هواداران PFA : قهرمانی 2020–21

- تیم منتخب PFA : 2015–16 لیگ یک ،  قهرمانی 2020–21
- بهترین بازیکن فصل بلکبرن روورز : 20-2019
- گل فصل بلکبرن روورز: 2019–20
- کاونتری سیتی بهترین بازیکن جوان فصل: 2015–16
- گل فصل کاونتری سیتی: 16–2015
- گل فصل بارنزلی : 17–2016

## زندگی حرفه‌ای
آرمسترانگ در سن ۹ سالگی به باشگاه فوتبال نیوکاسل پیوست و در ۲۸ ژانویه ۲۰۱۸ اولین بازی اش را در برابر باشگاه فوتبال نوریچ سیتی انجام داد .
او هم اکنون در تیم ساوت‌همپتون در چمپیونشیپ بازی می کند .